# Крейг (Айова)
Крейг (англ. Craig) — місто (англ. city) в США, в окрузі Плімут штату Айова. Населення — 79 осіб (2020).

## Географія
Крейг розташований за координатами 42°53′44″ пн. ш. 96°18′34″ зх. д. / 42.89556° пн. ш. 96.30944° зх. д. (42.895564, -96.309574).  За даними Бюро перепису населення США в 2010 році місто мало площу 0,23 км², уся площа — суходіл.

## Демографія
Згідно з переписом 2010 року, у місті мешкало 89 осіб у 37 домогосподарствах у складі 26 родин. Густота населення становила 379 осіб/км².  Було 45 помешкань (192/км²).
Расовий склад населення:
| - 100,0 % — білих |

До двох чи більше рас належало 0,0 %. Частка іспаномовних становила 0,0 % від усіх жителів.
За віковим діапазоном населення розподілялося таким чином: 23,6 % — особи молодші 18 років, 65,2 % — особи у віці 18—64 років, 11,2 % — особи у віці 65 років та старші. Медіана віку мешканця становила 41,2 року. На 100 осіб жіночої статі у місті припадало 111,9 чоловіків;  на 100 жінок у віці від 18 років та старших — 112,5 чоловіків також старших 18 років.
Середній дохід на одне домашнє господарство  становив 70 194 долари США (медіана — 78 125), а середній дохід на одну сім'ю — 71 480 доларів (медіана — 59 750). За межею бідності перебувало 9,1 % осіб, у тому числі 0,0 % дітей у віці до 18 років та 0,0 % осіб у віці 65 років та старших.
Цивільне працевлаштоване населення становило 57 осіб. Основні галузі зайнятості: виробництво — 26,3 %, транспорт — 21,1 %, роздрібна торгівля — 19,3 %.